# Lerista elongata
Espèce
Statut de conservation UICN

 LC  : Préoccupation mineure
Lerista elongata est une espèce de sauriens de la famille des Scincidae.

## Répartition
Cette espèce est endémique d'Australie-Méridionale en Australie.

## Publication originale
- Storr, 1990 : Revision of Lerista terdigitata (Lacertilia: Scincidae). Records of the Western Australian Museum, vol. 14, no 4, p. 547-552 (texte intégral).